# Myiodynastes maculatus
El bienteveo rayado (Myiodynastes maculatus) es una especie de ave paseriforme de la familia Tyrannidae perteneciente al género Myiodynastes. Algunos autores sostienen que la presente se divide en más de una especie. Es nativa de la América tropical (Neotrópico), desde el este de México hasta el centro de Argentina.

## Nombres comunes
Se le denomina también benteveo chico (en Chile), benteveo rayado (en Argentina, Bolivia, Chile y Uruguay), benteveo listado, cazamoscas listado (en Nicaragua), chilero rayado (en Honduras), mosquero listado (en Costa Rica), papamoscas rayado o papamoscas rayado cheje (en México), pitogüé rayado (en Paraguay), sirirí rayado o atrapamoscas rayado (en Colombia), gran atrapamoscas listado (en Venezuela) o mosquero rayado (en Perú y Panamá). En caso de división de la especie el grupo norteño se llamaría bienteveo rayado septentrional.

## Distribución y hábitat
Esta especie cría desde el este de México, por Belice, Guatemala, Honduras, El Salvador, Costa Rica, Panamá, Colombia, Venezuela, Trinidad y Tobago, Guyana, Surinam, Guayana francesa, Brasil, Ecuador, Perú, Bolivia, Paraguay, Uruguay y Argentina. Es vagante ocasional en Chile.
El bienteveo rayado es ampliamente diseminado y bastante común en una variedad de hábitats naturales, en bordes de selvas, bosques secundarios y clareras. La subespecie sureña M. m. solitarius migra a Venezuela, Amazonia y las Guayanas de marzo a septiembre, durante el invierno austral, allí prefiriendo várzeas y formaciones riparias. Principalmente abajo de los 1500 m de altitud.

## Descripción

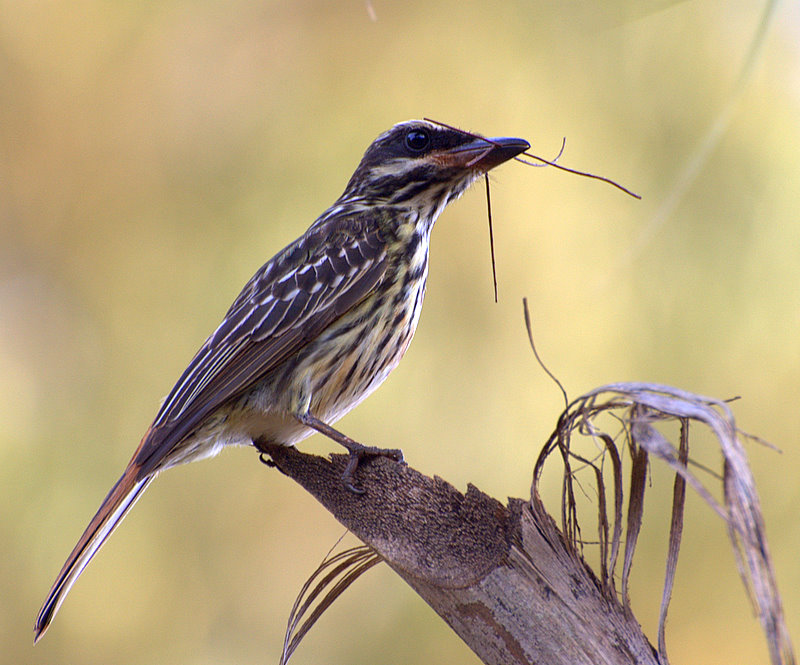
Vista de las partes superiores.

El bienteveo rayado mide unos 22 cm de longitud y pesa 43 g. Tiene un fuerte pico negro. Su cabeza es parda con una lista pileal amarilla oculta, listas superciliares y bigoteras blancas y una banda oscura que le cruza los ojos. Las partes superiores de su cuerpo son pardas con vetas de color pardo oscuro en la espalda. Tiene el obispillo y los bordes laterales de la cola castaño rojizos. Sus partes inferiores son blanco amarillentas salpicadas con múltiples listas negras. Ambos sexos tienen apariencia similar, pero los individuos inmaduros tienen de color pardo las partes negras de los adultos. La subespecie M. m. solitarius tiene las listas inferiores pardas en lugar de negras. Es fácil localizar al bienteveo rayado por su alta llamada que suena «sqiii-zip».

## Comportamiento

### Alimentación
El bienteveo rayado se nutre de un gran espectro alimenticio, principalmente se alimenta de insectos, pero consume lagartijas y bayas. Se posa en atalayas altas desde donde salta para atrapar insectos en pleno vuelo o de entre la vegetación. Las aves del sur que migran en invierno incluyen una gran cantidad de frutos en su dieta, por ejemplo los del algodoncillo (Alchornea glandulosa) que en ocasiones consume en grandes cantidades, y suelen arrancarlas mientras vuelan. Ocasionalmente sigue a bandadas mixtas mientras se alimentan para atrapar desde arriba las presas que se les escapan a las otras aves.

### Reproducción
Su nido tiene forma de cuenco abierto hecho con ramitas y hierba que sitúan en huecos de los árboles o a veces en una bromelia. La hembra construye el nido e incuba los huevos. La puesta típica consta de dos o tres huevos de color blanco crema con. motas pardo rojizas. Los pichones eclosionas a los 16–17 días de incubación. Ambos miembros de la pareja alimentan a los pichones, que tardan en desarrollarse 18–21 días.

### Vocalización
Emite una variedad de llamados sonoros y ásperos, el más frecuente un «kip!» repetitivo, también un «chup» o «ichup». El canto más musical es dado al amanecer todavía oscuro, un rápido, repetido y rítmico «juií-chideri-juií», algunas veces sin el «juií» final.

## Sistemática

### Descripción original
La especie M. maculatus fue descrita por primera vez por el naturalista alemán Philipp Ludwig Statius Müller en 1776 bajo el nombre científico Muscicapa maculata; la localidad tipo es: «Guayana francesa».

### Etimología
El nombre genérico masculino «Myiodynastes» se compone de las palabras del griego «μυια muia, μυιας muias» que significa ‘mosca’, y «dunastēs » que significa ‘dictador’; y el nombre de la especie «maculatus», proviene del latín y significa «pintado, manchado, maculado».

### Taxonomía

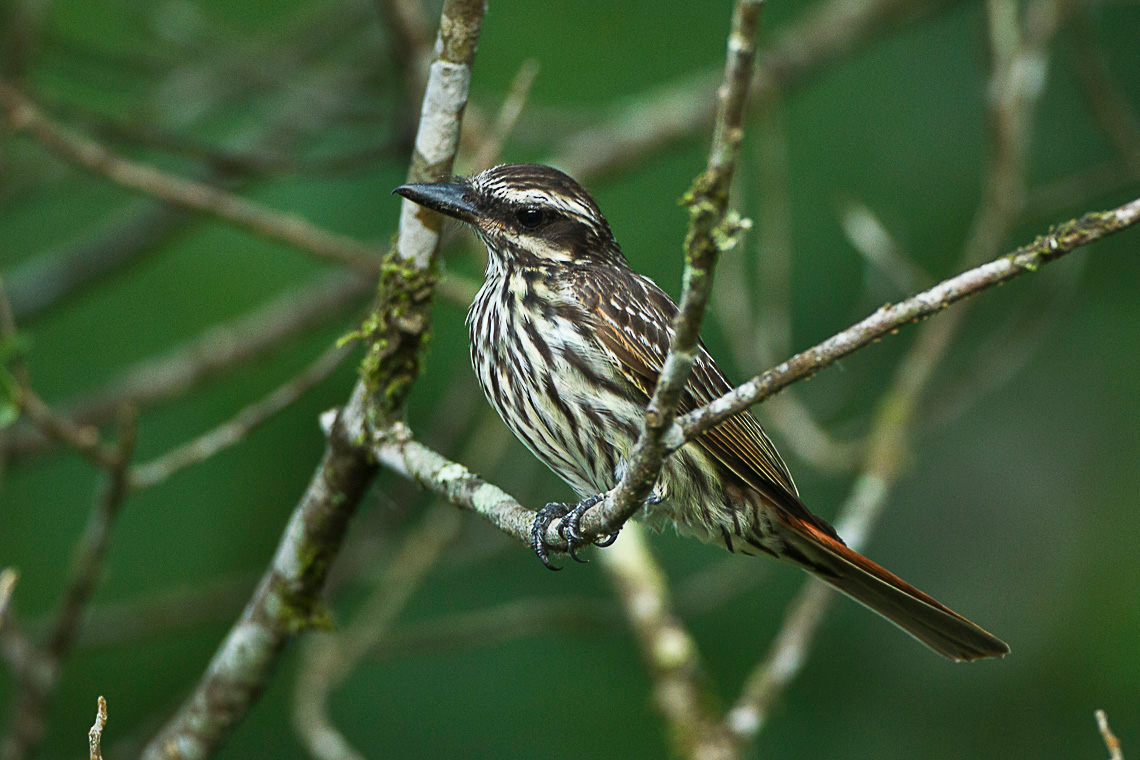
Myiodynastes maculatus solitarius en São Paulo, Brasil.

La subespecie M. maculatus solitarius, distribuida ampliamente en el centro sur de Sudamérica, es considerada como una especie separada: el bienteveo rayado meridional (Myiodynastes solitarius), por las clasificaciones Aves del Mundo (HBW) y Birdlife International (BLI) com base en diferencias morfológicas y de vocalización.
Las aparentes formas intermediarias del norte de Brasil (sur de Amazonas) merecen mejor investigación.

### Subespecies
Según las clasificaciones del Congreso Ornitológico Internacional (IOC) y Clements Checklist/eBird, se reconocen siete subespecies, con su correspondiente distribución geográfica:
- Grupo politípico maculatus:
  - Myiodynastes maculatus insolens Ridgway, 1887 – este y sureste de México (suroeste de Tamaulipas al sur hasta Puebla, norte de Oaxaca y norte de Chiapas, al este hasta el sur de Yucatán y Quintana Roo), norte de Guatemala, Belice y noroeste de Honduras; posiblemente también en el oeste de Nicaragua; migra hacia el sur hasta el norte de Sudamérica.
  - Myiodynastes maculatus difficilis J.T. Zimmer, 1937 – oeste de Costa Rica al sur hasta Panamá (incluyendo las islas Coiba, Cébaco y Pearl), Colombia (excepto norte y oeste) y oeste de Venezuela (a oeste de los Andes en Zulia y Táchira, oeste de Falcón hacia el este hasta Curimagua, y en la base oriental de los Andes hacia el sur desde Portuguesa).
  - Myiodynastes maculatus nobilis P.L. Sclater, 1859 – norte de Colombia (Córdoba al este en la región costera de la Sierra Nevada de Santa Marta y lado oeste de la Serranía del Perijá).
  - Myiodynastes maculatus tobagensis J.T. Zimmer, 1937 – Venezuela (excepto el oeste, pero también en isla Margarita), Trinidad, Tobago y Guyana.
  - Myiodynastes maculatus chapmani J.T. Zimmer, 1937 – oeste de Colombia (al sur desde la Serranía del Baudó en Chocó, ausente o local en las tierras bajas del suroeste), oeste de Ecuador y extremo noroeste de Perú (al sur hasta Piura).
  - Myiodynastes maculatus maculatus (Statius Müller, 1776) – Surinam, Guayana francesa, norte de Brasil (alto río Negro al sur hasta la margen sur del río Amazonas, al este hasta el noroeste de Maranhão) y en el este de Perú (regiones de los ríos Napo y Ucayali).

- Grupo monotípico solitarius:
  - Myiodynastes maculatus solitarius (Vieillot, 1819) – este y sureste de Perú y centro y este de Brasil al sur hasta el este de Bolivia, Paraguay, Argentina (al sur hasta La Rioja, San Luis, La Pampa y norte de Buenos Aires) y Uruguay; las poblaciones sureñas migran hacia el norte.